# 45 (číslo)
Čtyřicet pět je přirozené číslo. Následuje po číslu čtyřicet čtyři a předchází číslu čtyřicet šest. Řadová číslovka psaná slovy je čtyřicátý pátý nebo pětačtyřicátý, psaná číslem je 45. (s tečkou). Základní číslovka římskými číslicemi se zapisuje XLV, řadová XLV. (s tečkou).

## Matematika
Čtyřicet pět je
- trojúhelníkové a zároveň šestiúhelníkové číslo.
- součet dvou druhých mocnin ({\displaystyle 3^{2}+6^{2}})

## Chemie
- 45 je atomové číslo rhodia

## Ostatní
- 45 let manželství je safírová svatba
- náboj .45 ACP
- film z roku 2006 se jmenuje Ráže .45 (v originále .45)
- +45 je mezinárodní telefonní předvolba Dánska

## Roky
- 45
- 45 př. n. l.
- 1945